# Второй бастион (Севастополь)
Второй бастион — фортификационное сооружение, один из восьми бастионов в Севастополе времён Крымской войны. Находился на плато между балкой Ушакова и Килен-балкой. Среди защитников Севастополя именовался «ад».
Бастион находился на небольшой возвышенности. Сначала он не имел номера. На генеральном плане города Севастополя 1840 года под номером вторым значилось укрепление на Малаховом кургане. В начале сентября 1854 года на месте будущего бастиона стояла одна артиллерийская батарея из шести пушек, позже количество пушек довели до 20 стволов. Вокруг укрепления с большим трудом в скальном грунте выдолбили неглубокий ров. На контр-эскарпе возвели каменную стену для прикрытия от штуцерных пуль противника.
Командовал бастионом капитан-лейтенант 36-го флотского экипажа Александр Ершов. В течение трёх месяцев после его контузии на бастионе сменилось несколько командиров: капитан-лейтенанты П. Н. Никитин и Н. Ф. Есаулов, поручик Ладыжинский, лейтенант Вейзенберг и лейтенант И. И. Федорович.

## Оборона Севастополя
В ночь на 6 июня 1855 года французская дивизия генерала Мейрана пошла на штурм второго бастиона и куртины, соединяющей его с Малаховым курганом. Под штуцерным и картечным огнем русских они прорвались ко рву бастиона. Дело дошло до штыкового боя. Батальоны Суздальского 62-го и Якутского 42-го полков отбросили противника. Подтянув резервы, французы ещё несколько раз бросались в атаки на куртину и бастион.
5 августа 1855 года началась пятая бомбардировка Севастополя, длившаяся с небольшими перерывами три недели. По второму бастиону вели огонь более семидесяти осадных орудий, на каждое из которых французы заготовили до 450 зарядов. У русских на орудие приходилось по 140, а на мортиры — по 60 зарядов. Противник взорвал пороховой погреб бастиона, разрушил укрепления левого фланга, повредил много пушек. На укреплении не осталось ни одного безопасного места. Из-за огня врага раненых не могли относить днем на перевязочный пункт — в казарму первого бастиона, оставляя их ждать до вечера.
До конца августа 1855 года, в дни последней, шестой бомбардировки города, пытаясь разрушить бастион, противник давал залпы сразу из 50 мортир, бросал на бруствер бочки с порохом. 24 августа за двенадцать часов обстрела каждый третий из 600 защитников был убит или тяжело ранен. На случай штурма бастион подготовили к взрыву.
27 августа семь батальонов французского генерала Дюлака одновременно с Малаховым курганом атаковали и второй бастион. На нем находилось два батальона Олонецкого 14-го полка (550 человек). Французы, выскочив из траншей и пробежав 15 саженей (32 м), что отделяли их от бастиона, бросились на защитников. Под натиском превосходящих сил врага, русские войска отошли к Ушаковой балке. В это время командир 1-й роты третьего саперного батальона капитан Н. С. Лебедев, собрав остатки батальонов Олонецкого полка, саперов, с батальоном Белозерского 13-го полка под командованием майора Ярошевича бросился в контратаку. На помощь пришло несколько резервных рот Кременчугского полка во главе с генерал-майором Адамом Сабашинским. Их поддержали огнем своих пушек пароходы «Херсонес», «Владимир» и «Одесса». Объединёнными усилиями защитники выбили французов из бастиона. Ещё дважды враг пытался завладеть вторую бастионом, но безуспешно. На втором бастионе французы потеряли двух своих генералов: Мароля и Понтеве.

## Память
К 50-летнему юбилею Севастопольской обороны в 1905 году на территории бастиона разбили сквер и установили памятник из диоритовых глыб и фонтан. До Великой Отечественной войны из фонтана по камням в бассейн струилась вода. В 1958 году. поврежденный в годы войны памятник реставрировали, но фонтан так и не был восстановлен.
В 1927 году в Нахимовском районе Севастополя в честь бастиона названа улица.